# Johannes Leemans

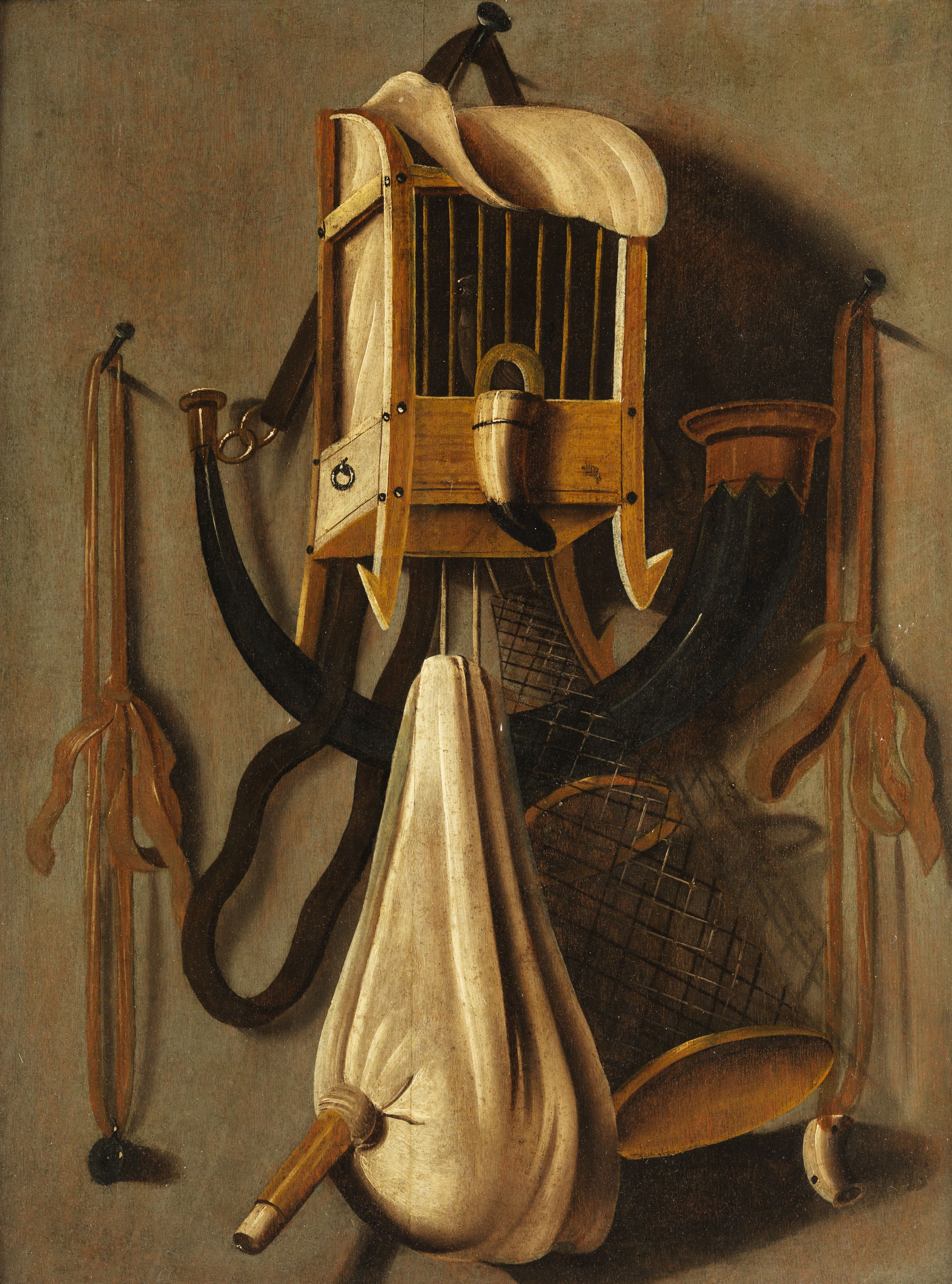
Jagdutensilien

Johannes Leemans (Den Haag, 1633 - aldaar, 1688) was een Nederlands kunstschilder uit de periode van de Gouden Eeuw. Hij vervaardigde vanitas- en jachtstillevens, vaak met een trompe-l'oeil-effect, op groot formaat. Veel van de werken vertonen een vogelkooi en bijpassende jachtbenodigdheden.
Leemans was de jongere broer van Anthonie Leemans. Ze werkten beiden in hetzelfde genre. Arnold Houbraken noemt in zijn werk De groote schouburgh der Nederlantsche konstschilders en schilderessen de naam van Leemans in het voorbijgaan als een kundig schilder van jachttaferelen en -benodigdheden, zonder overigens te vermelden over welke van de broers het gaat.
Afgezien van een kort verblijf in Amsterdam was Johannes Leemans zijn hele leven werkzaam in Den Haag, waar hij op 19 juli 1688 werd begraven.